# برایتساید (کالیفرنیا)
برایتساید (به انگلیسی: Brightside) یک منطقهٔ مسکونی در ایالات متحده آمریکا است که در شهرستان آلامدا، کالیفرنیا واقع شده‌است. برایتساید ۶۳٫۰۹ متر بالاتر از سطح دریا واقع شده‌است.